# Gibbs-Helmholtz ekvation
Gibbs-Helmholtz ekvation är en termodynamisk formel med namn efter Josiah Willard Gibbs och Hermann von Helmholtz.
Formeln lyder
{\displaystyle \left({\frac {\partial ({\frac {G}{T}})}{\partial T}}\right)_{p\,}=-{\frac {H}{T^{2}}}}
där {\displaystyle G} är Gibbs fria energi, {\displaystyle T} är temperaturen och {\displaystyle H} är entalpin för systemet.

## Bevis
Gibbs fria energi för ett slutet system är:
{\displaystyle dG=-SdT+VdP\,}
vid konstant tryck, (dP = 0), kan Gibbs fria energi skrivas som
{\displaystyle dG_{p\,}=-SdT\,}
eller
{\displaystyle \left({\frac {\partial G}{\partial T}}\right)_{p\,}=-S\,}
Förhållandet mellan G/T och T erhålls via deriveringsregeln för en kvot, enligt följande:
{\displaystyle \left({\frac {\partial ({\frac {G}{T}})}{\partial T}}\right)_{p\,}={\frac {\left({\frac {\partial G}{\partial T}}\right)_{p\,}}{T}}-{\frac {G}{T^{2}}}={\frac {T\left({\frac {\partial G}{\partial T}}\right)_{p\,}-G}{T^{2}}}={\frac {-ST-G}{T^{2}}}={\frac {-H}{T^{2}}}}
Ibland skrivs entalpin för sig enligt;
{\displaystyle H=\left({\frac {\partial ({\frac {G}{T}})}{\partial \left({\frac {1}{T}}\right)}}\right)_{p\,}}